# Руцкий, Илья Валентинович
Илья Валентинович Руцкий (бел. Ілья Валянцінавіч Руцкі; род. 3 декабря 1999, Брест) — белорусский футболист, защитник жодинского «Торпедо-БелАЗ».

## Карьера

### «Белшина»

#### Начало карьеры
Начинал заниматься футболом в минской СДЮШОР № 3 БФСО «Динамо». Первым тренером футболиста был Александр Евгеньевич Левкович. В 2015 году футболист перебрался в бобруйскую «Белшину», где продолжил выступать на юношеском уровне. В начале 2017 года футболист был переведён в дублирующий состав бобруйского клуба, однако вскоре присоединился и к основной команде. Дебютировал за клуб футболист 13 мая 2017 года в матче против пинской «Волны», выйдя на замену на 76 минуте. В своём дебютном сезоне футболист так и не смог закрепиться в основной команде. В начале сезона 2018 года футболист был полноценно переведён в основную команду бобруйского клуба, в скором времени подписав с клубом свой первый профессиональный контракт. Футболист смог быстро закрепиться в клубе, вместе с которым становился бронзовым призёром и победителем Первой лиги.

#### Аренда в «Спутник» Речица
В начале 2020 года футболист начинал подготовку к новому сезону в составе  бобруйской «Белшины». В марте 2020 года футболист на правах арендного соглашения отправился выступать в речицкий «Спутник», соглашение с которым было подписано до конца сезона. Дебютировал за клуб футболист 3 мая 2020 года в матче против микашевичского «Гранита», выйдя на замену на 64 минуте. Первым результативным действием за клуб футболист отличился 22 августа 2020 года в матче против клуба «Ошмяны-БГУФК», отдав голевую передачу. По итогу сезона футболист вместе с клубом стал победителем чемпионата. В декабре 2020 года футболист покинул клуб по окончании срока арендного соглашения. На протяжении сезона футболист был одним из основных игроков, отличившись 2 результативными передачами. Затем футболист перед сезоном 2021 года также покинул и бобруйскую «Белшину».

### «Славия-Мозырь»

#### Сезон 2021
В марте 2021 года футболист на правах свободного агента присоединился к мозырской «Славии». Дебютировал за клуб футболист 12 марта 2021 года в матче Высшей лиги против «Ислочи», выйдя на поле в стартовом составе. Первую половину сезона футболист выступал за мозырский клуб в роли основного игрока, однако затем с июля 2021 года потерял место в стартовом составе, проведя остаток сезона на скамейке запасных. По итогу дебютного сезона футболист вместе с клубом завершил чемпионат в зоне стыковых матчей. По итогу стыковых матчей футболист вместе с клубом победили минских «Крумкачей» и смогли сохранить прописку в чемпионате, а сам футболист провёл обе встречи, выйдя на замену со скамейки запасных. Сам футболист на протяжении сезона результативными действиями отличиться не смог.

#### Сезон 2022
В начале 2022 года футболист начинал подготовку к новому сезону с мозырским клубом. Первый матч в новом сезоне футболист сыграл 9 апреля 2022 года против минского «Динамо», выйдя на замену на 90 минуте. Начинал сезон футболист как игрок скамейки запасных, однако в скором времени смог закрепиться в стартовом составе. Первым результативным действием за клуб футболист отличился 8 июля 2022 года в матче против бобруйской «Белшины», отдав голевую передачу. Дебютным забитым голом за клуб футболист отличился в заключительном матче чемпионата против могилёвского «Днепра». По итогу сезона футболист вместе с клубом завершил чемпионат на итоговом тринадцатом месте. На протяжении сезона футболист выступал за клуб в роли одного из ключевых игроков, отличившись результативной передачей и забитым голом.

#### Сезон 2023
Новый сезон футболист начал 5 марта 2023 года с четвертьфинального матча Кубка Беларуси против «Слуцка», выйдя на поле в стартовом составе. Первый матч в чемпионате футболист сыграл 17 марта 2023 года против столичного минска «Минска», выйдя на поле в стартовом составе. В матче 14 апреля 2023 года против «Сморгони» футболист появился на поле с капитанской повязкой, а также отличился первым в сезоне забитым голом. По итогу полуфинальных матчей Кубка Беларуси футболист вместе с клубом уступили жодинскому«Торпедо-БелАЗ» и выбыл из розыгрыша турнира. На протяжении сезона футболист выступал за клуб в роли одного из ключевых игроков, однако также отправлялся и в дублирующий состав, отличившись 2 забитыми голами и 6 результативными передачами. По итогу сезона футболист вместе с клубом завершили чемпионат на итоговом седьмом месте. В декабре 2023 года футболист покинул клуб.

### «Торпедо-БелАЗ»
В декабре 2023 года появилась информация, что футболист продолжит карьеру в жодинском «Торпедо-БелАЗ». В конце декабря 2023 года футболист официально присоединился к жодинскому клубу. Дебютировал за клуб футболист 2 марта 2024 года в матче за Суперкубок Беларуси против минского «Динамо», выйдя на замену на 76 минуте и затем в серии пенальти обыграв столичный клуб, стал обладателем кубка. Затем футболист вместе с клубом в четвертьфинальных матчах Кубка Беларуси победили солигорский «Шахтёр». Первый матч в чемпионате футболист сыграл 17 марта 2024 года против дзержинского «Арсенала», выйдя на поле в стартовом составе. Дебютным забитым голом за клуб футболист отличился 2 июня 2024 года в матче против могилёвского «Днепра», также отличившись первой результативной передачей. В июле 2024 года футболист вместе с клубом отправился на квалификационные матчи Лиги конференций УЕФА, где по сумме матчей уступили молдавскому клубу «Милсами». В конце ноября 2024 года футболист продлил контракт с жодинским клубом. По итогу сезона футболист вместе с клубом стал бронзовым призёром чемпионата. На протяжении сезона футболист выступал за клуб в роли одного из ключевых игроков, отличившись 2 забитыми голами и 3 результативными передачами.
Новый сезон футболист начинал со скамейки запасных, где жодинский клуб в четвертьфинальных матчах Кубка Беларуси победил брестское «Динамо». Первый матч в сезоне футболист сыграл 30 марта 2025 года против минского «Динамо», выйдя на поле в стартовом составе. Первым результативным действием за клуб футболист отличился 12 апреля 2025 года в матче против дзержинского «Арсенала», отдав голевую передачу. В полуфинале Кубка Беларуси футболист вместе с клубом победили клуб «МЛ Витебск» и вышли в финал турнира. В финале Кубка Беларуси футболист вместе с клубом уступили гродненскому «Неману» и стал серебряным призёром турнира.

## Достижения
«Белшина»
- Победитель Первой лиги: 2019

«Спутник» Речица
- Победитель Первой лиги: 2020

«Торпедо-БелАЗ»
- Обладатель Суперкубка Беларуси: 2024